# 1833년 수마트라 지진
1833년 수마트라 지진은 1833년 11월 25일 현지 시각 22시경에 발생한 지진으로, 모멘트 규모로는 Mw8.8-9.2로 추정된다. 이 지진으로 수마트라섬 서남부 해안이 침수되는 대형 쓰나미가 발생했다. 하지만 인명 피해에 대한 신뢰할 수 있는 역사 기록이 없으며, 대부분 사상자는 '다수'가 발생했다고만 기록되어 있다. 1833년 지진의 규모는 산호 미세가지에서 채취한 융기 기록을 사용해 추정한 수치이다.

## 배경

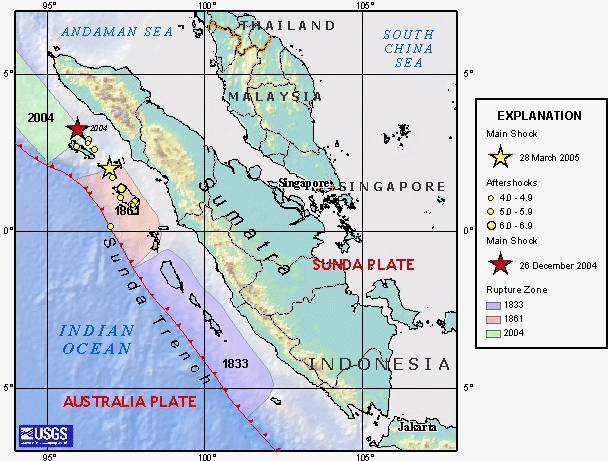
자바 해구와 1833년, 1861년, 2004년, 2005년 지진의 진원 및 단층 파열 지역을 그린 지도.

수마트라섬은 인도-오스트레일리아 판과 유라시아판이 만나 수렴하는 섭입대 경계에 있다. 두 판 사이의 섭입은 수마트라섬 근처에서 급한 경사로 내려가며, 순다 메가스러스트라는 섭입대를 따라 거의 순수한 수직단층이, 대수마트라 단층을 따라 거의 순수한 주향이동단층이 있는 수직과 수평이동이 동시에 있는 사교단층이다. 섭입대 경계를 따라 발생하는 거대한 단층 미끄러짐은 대부분 해구형지진으로 발생한다.
역사적으로는 1797년, 1833년, 1861년, 2004년, 2005년, 2007년에 거대한 해구형지진이 발생했으며 대부분 지진과 함께 파괴적인 쓰나미도 발생했다. 그 외에도 1935년, 1984년, 2000년, 2002년에도 위에보다는 작은 해구형지진이 대지진의 주기 중간 단층 미끄러짐 지역 사이 틈새에서 일어나기도 했다.

## 특성

### 지진
지진의 흔들림은 븡쿨루주에서 약 5분, 파당에서 약 3분동안 지속되었으며, 이는 지진 규모를 고려할 시 진원 단층이 매우 크게 파열되었음을 의미한다. 1833년 지진의 단층 파열 범위와 그 규모는 수마트라섬 해안을 따라 평행하게 이어지는 바깥쪽 호를 따라 이어지는 군도인 믄타와이 제도에 서식하는 산호초의 미세환초의 상대적 해수면 변화에 따른 성장 영향을 사용해 결정했다. 섬이 환초와 닮았다고 해서 이름붙여진 이 미세환초는 해수변 변화를 추적하는 데 사용할 수 있다. 미세환초는 산호 머리가 썰물 수준(최대생존수준 혹은 HLS라고 부름) 이상으로 자랄 수 없기 때문에 형성되며 뭍으로 노출되면 산호초가 사망한다. 즉 미세환초의 형태는 HLS의 변화를 그대로 보여준다. 우라늄-토륨 연대측정법과 결합한 나이테의 존재를 통해 수 년에서 수십년의 오차를 가지고 형태학적 변화를 연대 측정할 수 있다.

### 쓰나미
쓰나미를 모델링할 경우 대부분의 쓰나미 에너지는 인도양으로 방출되기 때문에 수마트라섬 외곽의 해안 인구중심지의 피해는 적었을 것이라 추정된다. 수마트라섬 지역의 상세 모델링에서는 제한된 관측자료와 거의 일치한다.

## 피해
지진과 뒤따라 발생한 쓰나미로 발생한 피해 규모에 대한 정보는 거의 없다. 하지만 쓰나미가 수마트라섬 서남쪽 해안인 파리아만에서부터 븡쿨루주에 이르는 해안 지역에 거대한 피해를 입었던 것으로 추정된다. 세이셸에서도 여러 피해가 발생했다는 보고가 있다. 또한 쓰나미는 몰디브와 스리랑카에서도 큰 피해를 입혔다. 오스트레일리아 북부, 벵골만, 태국에서도 강도는 약하지만 쓰나미가 도달한 것으로 보고되었다.

## 같이 보기
- 인도네시아의 지진 목록
- 역사지진